# 23 Ursae Majoris
23 Ursae Majoris, även 23 UMa, är ett binärt stjärnsystem i stjärnbilden Stora björnen. Den är belägen cirka 75,5 ljusår från jorden.
Den primära komponenten är en gulvit underjätte (spektraltyp F) med en skenbar magnitud på +3,65. Dess radie är 2,9 gånger solens och dess luminositet är 15 gånger solens. Den kretsar vid en vinkelseparation på 22,7 bågsekunder och är därmed den 9:e största sekundära kompanjonen. En optisk kompanjon med magnituden +10,5 är belägen vid en vinkelseparation på 99,6 bågsekunder.
Tillsammans med φ, υ, θ, τ, e och f, ingår den i den arabiska asterismen Sarīr Banāt al-Na'sh.